# Nothaphoebe annamensis
Nothaphoebe annamensis är en lagerväxtart som beskrevs av A. Cheval. och H. Liou. Nothaphoebe annamensis ingår i släktet Nothaphoebe och familjen lagerväxter. Inga underarter finns listade i Catalogue of Life.